# Simulium hunanense
Simulium hunanense es una especie de insecto del género Simulium, familia Simuliidae, orden Diptera.
Fue descrita científicamente por Zhang & Chen, 2004.